# Limacia (plante)
Pour le genre de nudibranches, voir Limacia (animal).
Genre
Limacia est un genre de plantes à fleurs de la famille des Menispermaceae. Les espèces sont originaires de l'Asie du Sud-Est. Leur statut taxinomique est incertain.

## Liste d'espèces
Selon The Plant List (16 avril 2016) :
- Limacia blumei (Boerl.) Diels

Selon Tropicos (16 avril 2016) :
- Limacia blumei (Boerl.) Diels
- Limacia esiangkara F.M. Bailey
- Limacia scandens Lour.
- Limacia triandra Hook. f. & Thomson